# Préfecture de la Guinée
 (mars 2023).
La mise en forme du texte ne suit pas les recommandations de Wikipédia : il faut le « wikifier ».
Les points d'amélioration suivants sont les cas les plus fréquents. Le détail des points à revoir est peut-être précisé sur la page de discussion.
- Les titres sont pré-formatés par le logiciel. Ils ne sont ni en capitales, ni en gras.
- Le texte ne doit pas être écrit en capitales (les noms de famille non plus), ni en gras, ni en italique, ni en « petit »…
- Le gras n'est utilisé que pour surligner le titre de l'article dans l'introduction, une seule fois.
- L'italique est rarement utilisé : mots en langue étrangère, titres d'œuvres, noms de bateaux, etc.
- Les citations ne sont pas en italique mais en corps de texte normal. Elles sont entourées par des guillemets français : « et ».
- Les listes à puces sont à éviter, des paragraphes rédigés étant largement préférés. Les tableaux sont à réserver à la présentation de données structurées (résultats, etc.).
- Les appels de note de bas de page (petits chiffres en exposant, introduits par l'outil «  Source ») sont à placer entre la fin de phrase et le point final[comme ça].
- Les liens internes (vers d'autres articles de Wikipédia) sont à choisir avec parcimonie. Créez des liens vers des articles approfondissant le sujet. Les termes génériques sans rapport avec le sujet sont à éviter, ainsi que les répétitions de liens vers un même terme.
- Les liens externes sont à placer uniquement dans une section « Liens externes », à la fin de l'article. Ces liens sont à choisir avec parcimonie suivant les règles définies. Si un lien sert de source à l'article, son insertion dans le texte est à faire par les notes de bas de page.
- La présentation des références doit suivre les conventions bibliographiques. Il est recommandé d'utiliser les modèles {{Ouvrage}}, {{Chapitre}}, {{Article}}, {{Lien web}} et/ou {{Bibliographie}}. Le mode d'édition visuel peut mettre en forme automatiquement les références.
- Insérer une infobox (cadre d'informations à droite) n'est pas obligatoire pour parachever la mise en page.

Pour une aide détaillée, merci de consulter Aide:Wikification.
Si vous pensez que ces points ont été résolus, vous pouvez retirer ce bandeau et améliorer la mise en forme d'un autre article.
- Boké
  - 2. Boffa
  - 3. Boké
  - 12. Fria
  - 13. Gaoual
  - 20. Koundara
- Conakry
  - 4. Conakry
- Faranah
  - 6. Dabola
  - 8. Dinguiraye
  - 10. Faranah
  - 18. Kissidougou
- Kankan
  - 15. Kankan
  - 16. Kérouané
  - 21. Kouroussa
  - 28. Mandiana
  - 31. Siguiri
- Kindia
  - 5. Coyah
  - 9. Dubréka
  - 11. Forécariah
  - 17. Kindia
  - 32. Télimélé
- Labé
  - 19. Koubia
  - 22. Labé
  - 23. Lélouma
  - 26. Mali
  - 33. Tougué
- Mamou
  - 7. Dalaba
  - 27. Mamou
  - 30. Pita
- Nzérékoré
  - 1. Beyla
  - 14. Guéckédou
  - 24. Lola
  - 25. Macenta
  - 29. Nzérékoré
  - 34. Yomou

La Guinée est divisée en 8 régions parmi lesquelles la capitale nationale Conakry est considérée comme une zone spéciale (et est ensuite divisée en 5 communes). Les 7 autres régions sont en outre subdivisées en 33 préfectures puis en sous-préfectures ; qui sont ensuite subdivisés en unités locales (c'est-à-dire : communes urbaines ou rurales,,.

## Liste des préfectures par région
La zone spéciale de Conakry et les 33 préfectures sont présentées ci-dessous selon leur région, avec leurs populations aux recensements récents:
| Région de Conakry   | Région de Conakry   | Région de Conakry | Région de Conakry    | Région de Conakry     | Région de Conakry    | Région de Conakry |
| N°                  | Préfecture          | Superficie (km2)  | Habitants (4.2.1983) | Habitants (1.12.1996) | Habitants (1.3.2014) | Chef-lieu         |
| ------------------- | ------------------- | ----------------- | -------------------- | --------------------- | -------------------- | ----------------- |
| 4                   | Conakry             | 450               | 710 372              | 1 092 936             | 1 667 864            | Conakry           |
|                     | Région de Conakry   | 450               | 710 372              | 1 092 936             | 1 667 864            |                   |
| Région de Boké      |                     |                   |                      |                       |                      |                   |
| 2                   | Boffa               | 5 050             | 113 981              | 156 558               | 211 063              | Boffa             |
| 3                   | Boké                | 11 124            | 168 924              | 293 917               | 449 405              | Boké              |
| 12                  | Fria                | 2 016             | 52 908               | 81 790                | 96 527               | Fria              |
| 13                  | Gaoual              | 7 758             | 103 516              | 137 624               | 194 245              | Gaoual            |
| 20                  | Koundara            | 5 238             | 69 395               | 90 230                | 130 205              | Koundara          |
|                     | Région de Boké      | 31 186            | 508 724              | 760 119               | 1 081 445            |                   |
| Région de Faranah   |                     |                   |                      |                       |                      |                   |
| 6                   | Dabola              | 6,350             | 73,937               | 111,363               | 182,951              | Dabola            |
| 8                   | Dinguiraye          | 7,965             | 99,363               | 137,380               | 195,662              | Dinguiraye        |
| 10                  | Faranah             | 12,966            | 109,104              | 147,347               | 280,511              | Faranah           |
| 18                  | Kissidougou         | 8,300             | 142,756              | 206,755               | 283,609              | Kissidougou       |
|                     | Région de Faranah   | 35,581            | 425,160              | 602,845               | 942,733              |                   |
| Région de Kankan    |                     |                   |                      |                       |                      |                   |
| 15                  | Kankan              | 19,750            | 172,767              | 262,350               | 472,112              | Kankan            |
| 16                  | Kérouané            | 7,020             | 87,040               | 154,861               | 211,017              | Kérouané          |
| 21                  | Kouroussa           | 14,050            | 107,741              | 150,059               | 268,224              | Kouroussa         |
| 28                  | Mandiana            | 12,825            | 111,671              | 173,150               | 339,527              | Mandiana          |
| 31                  | Siguiri             | 18,500            | 161,303              | 271,224               | 695,449              | Siguiri           |
|                     | Région de Kankan    | 72,145            | 640,432              | 1,011,644             | 1,986,329            |                   |
| Région de Kindia    |                     |                   |                      |                       |                      |                   |
| 5                   | Coyah               | 1,275             | 116,840              | 85,148                | 264,164              | Coyah             |
| 9                   | Dubréka             | 4,350             | -                    | 131,337               | 328,418              | Dubréka           |
| 11                  | Forécariah          | 4,384             | 90,403               | 195,836               | 244,649              | Forécariah        |
| 17                  | Kindia              | 9,648             | 163,032              | 287,611               | 438,315              | Kindia            |
| 32                  | Télimélé            | 9,216             | 185,662              | 228,380               | 283,639              | Télimélé          |
|                     | Région de Kindia    | 28,873            | 555,937              | 928,312               | 1,559,185            |                   |
| Région de Labé      |                     |                   |                      |                       |                      |                   |
| 19                  | Koubia              | 3,725             | 70,715               | 91,882                | 101,171              | Koubia            |
| 22                  | Labé                | 2,242             | 185,594              | 251,702               | 318,633              | Labé              |
| 23                  | Lélouma             | 4,275             | 121,079              | 137,273               | 162,634              | Lélouma           |
| 26                  | Mali                | 8,802             | 184,936              | 204,041               | 290,320              | Mali              |
| 33                  | Tougué              | 3,825             | 80,293               | 114,647               | 122,959              | Tougué            |
|                     | Région de Labé      | 22,869            | 642,617              | 799,545               | 995,717              |                   |
| Région de Mamou     |                     |                   |                      |                       |                      |                   |
| 7                   | Dalaba              | 3,328             | 96,571               | 136,656               | 136,320              | Dalaba            |
| 27                  | Mamou               | 9,108             | 139,764              | 236,326               | 318,738              | Mamou             |
| 30                  | Pita                | 4,638             | 200,877              | 239,236               | 277,059              | Pita              |
|                     | Région de Mamou     | 17,074            | 437,212              | 612,218               | 732,117              |                   |
| Région de Nzérékoré |                     |                   |                      |                       |                      |                   |
| 1                   | Beyla               | 13,612            | 120,610              | 169,730               | 325,482              | Beyla             |
| 14                  | Guéckédou           | 4,750             | 150,997              | 347,541               | 291,823              | Guéckédou         |
| 24                  | Lola                | 4,688             | 76,689               | 134,326               | 175,213              | Lola              |
| 25                  | Macenta             | 7,056             | 142,355              | 278,789               | 298,282              | Macenta           |
| 29                  | Nzérékoré           | 3,632             | 194,600              | 283,413               | 396,118              | Nzérékoré         |
| 34                  | Yomou               | 3,920             | 54,877               | 134,988               | 176,664              | Yomou             |
|                     | Région de Nzérékoré | 37,658            | 740,128              | 1,348,787             | 1,663,582            |                   |
| Total Guinée        |                     |                   |                      |                       |                      |                   |
|                     | Total Guinée        | 245,836           | 4,660,582            | 7,156,406             | 10,628,972           |                   |
| Sources,:           |                     |                   |                      |                       |                      |                   |